# 对外情报和反间谍局
对外情报和反间谍局（法語：Service de Documentation Extérieure et de Contre-Espionnage，缩写为SDECE）是1945年至1982年间法国最主要的对外情报机构，它在1982年更名为对外安全总局（Direction Générale de la Sécurité Extérieure，缩写为DGSE）。
对外情报和反间谍局的总部设在巴黎市第20区莫蒂埃大道141号多莱尔游泳池附近的旧兵营里，故有“游泳池”的代称。

## 简介
1940年7月1日，自由法国领导人夏尔·戴高乐建立了中央情报与行动局（法語：Bureau Central de Renseignements et d'Action，缩写：BCRA）来负责自由法国的情报工作。1946年，中央情报局更名为对外情报和反间谍局（法語：Service de Documentation Extérieure et de Contre-Espionnage，缩写：SDECE），20世纪60年代，对外情报和反间谍局卷入了一系列的绑架案和迈赫迪·本·巴尔卡死亡案中。1981年，对外情报和反间谍局被法国政府进行了改组。1982年，对外情报和反间谍局更名为对外安全总局。
对外情报和反间谍局下辖的第七处是对外情报和反间谍局负责外勤行动的部门，由马赛尔·勒鲁瓦（法語：Marcel Leroy）领导，为法国捞取了大量情报，20世纪60年代末时，第七处因为涉嫌绑架并谋杀迈赫迪·本·巴尔卡而受到舆论猛烈抨击而被迫解散。

## 历任局长
| 姓名                              | 任职时间                     |
| --------------------------------- | ---------------------------- |
| 安德烈·德瓦弗兰（代号“帕西上校”） | 1945年12月——1946年4月        |
| 亨利-亚历克西斯·里比耶            | 1946年4月——1951年1月         |
| 皮埃尔·布尔西科                   | 1951年1月—1957年9月          |
| 保尔·格罗萨                       | 1957年—1962年                |
| 保罗·雅基耶                       | 1962年—1966年                |
| 尤金·吉布                         | 1966年—1970年                |
| 亚历山大·德·马朗什                | 1970年11月6日—1981年6月2日   |
| 皮埃尔·马里昂                     | 1981年6月17日—1982年11月10日 |

## 参与行动
- 第一次印度支那战争期间搜集越南共产党军队的情报以及組織混合空降突擊隊(GCMA)執行特種作戰。
- 在20世纪40、50年代阻止阿尔及利亚民族解放阵线的武器供应并捣毁阿尔及利亚民族解放阵线在欧洲的据点。
- 1960年，刺杀喀麦隆反殖民领袖费利克斯·罗兰·穆米埃。
- “智人行動”策劃刺殺阿爾及利亞支持民族解放陣線的知識份子或領導人。
- 20世纪60年代时，与比亚法拉分离主义者合作以控制尼日利亚的石油生产。
- 1979年組織中非帝国政变，扶植親法國政府。
- 暗中支持魁北克分離運動。
- 曾在1977年和1980年兩度試圖推翻利比亞前領袖格達費。

## 著名特工
- 马赛尔·勒鲁瓦（法語：Marcel Leroy），化名为勒鲁瓦-芬维尔（法語：Leroy-Finville），写有回忆录《谍海孤舟》。
- 弗拉基米尔·沃尔科夫，阿尔及利亚战争期间为对外情报和反间谍局收集情报。